# Dwór biskupów krakowskich „Lamus” w Sławkowie
Dwór biskupów krakowskich „Lamus” (nr rej. 1244/81 z 20.01.1981 r.) – widoczny od strony ul. Staropocztowej dwór biskupi zwany „Lamusem” (ul. Zamkowa 9) pochodzi najprawdopodobniej z XVIII w. Mieściła się w nim siedziba administracji biskupiej. Służył też jako letnia rezydencja biskupów krakowskich. Budynek parterowy, podpiwniczony, o grubych murach z łamanego kamienia. Dach mansardowy z zagospodarowanym poddaszem.